# NGC 1040/2
NGC 1040/2 је лентикуларна галаксија у сазвежђу Персеј која се налази на NGC листи објеката дубоког неба.
Деклинација објекта је + 41° 30' 54" а ректасцензија 2h 43m 12,1s. Привидна величина (магнитуда) објекта NGC 1040 износи 15,3 а фотографска магнитуда 16,3. NGC 10402 је још познат и под ознакама NGC 1053-2, NPM1G +41.0081, PGC 213068.